# Нави-Мумбаи
Нави Мумба́и (маратхи नवी मुंबई, IAST: IAST: Navi Muṃbaī, букв. «Новая Мумбаи») — город на западном побережье индийского штата Махараштра. Основан в 1972 году как город-спутник Мумбаи. Самый большой «искусственный» город в мире, занимает площадь 344 км², из них 163 км² под юрисдикцией муниципальной корпорации Нави-Мумбаи.

## История
Строительство города-спутника Мумбаи на «большой земле» связано с необходимостью разгрузить город, возможности для развития которого ограничены территорией острова, на котором он находится. Планирование Нави-Мумбаи началось в 1971 году по руководством Чарльза Корреа и Р. К. Джха (главный архитектор). Для строительства города был отведен участок протяжённостью 150 км вдоль Конканского берега Махараштры. Правительством Махараштры были выкуплены участки земли, находившиеся в частной собственности, в 86 поселениях, общей площадью 15 954 га.
В 1972 году началось строительство нового города. В 1973 году открыт мост Ваши (англ.), соединивший Мумбаи и Нави-Мумбаи. Однако бурный рост численности населения нового города и ускоренное развитие его экономики началось после открытия в 1990 году оптового рынка сельскохозяйственной продукции Ваши и строительства в 1992 году пригородной железнодорожной ветки.
1 января 1992 года создана муниципальная корпорация Нави-Мумбаи. В период с 1991 по 2001 год население города выросло с 318 тысяч до 704 тысяч человек.

## Физико-географическая характеристика
Нави-Мумбаи расположен на берегу Аравийского моря и ограничен с запада морем, а с востока отрогами Западных Гат. На территории города имеется 23 озера. Общая площадь водоёмов в черте города составляет 333 023 м².
Климат
Климат Нави-Мумбаи — тропический муссонный. Средние температуры воздуха — от 22 °C до 36 °C. Зимой средние температуры опускаются до 17 °C — 20 °C, летом воздух в среднем прогреваеется до 36 °C — 41 °C. 80 % годовой нормы осадков выпадает с июня по октябрь. Годовая норма осадков составляет 2842 мм при относительной влажности воздуха 61-86 %.
| Показатель                    | Янв. | Фев. | Март | Апр. | Май  | Июнь | Июль | Авг. | Сен. | Окт. | Нояб. | Дек. | Год   |
| ----------------------------- | ---- | ---- | ---- | ---- | ---- | ---- | ---- | ---- | ---- | ---- | ----- | ---- | ----- |
| Средний суточный максимум, °C | 28,9 | 29,6 | 31,6 | 33,1 | 33,8 | 32,3 | 29,8 | 29,7 | 30,0 | 32,3 | 32,0  | 30,6 | 31,14 |
| Средняя температура, °C       | 23,5 | 24,1 | 26,6 | 28,7 | 30,1 | 29,2 | 27,4 | 27,1 | 27,1 | 28,1 | 26,7  | 24,8 | 27,0  |
| Средний суточный минимум, °C  | 18,1 | 18,7 | 21,7 | 24,3 | 26,5 | 26,1 | 25,1 | 24,6 | 24,3 | 23,9 | 21,4  | 19,0 | 22,8  |
| Норма осадков, мм             | 0    | 0    | 0    | 1    | 12   | 569  | 1068 | 712  | 368  | 86   | 7     | 1    | 2842  |
| Источник:                     |      |      |      |      |      |      |      |      |      |      |       |      |       |

## Население
Согласно данным переписи населения Индии 2011 года население Нави-Мумбаи составило 1 119 477 человек; из них мужчин 611 501 и женщин 507 976. Уровень грамотности 91,57 %. Соотношение полов — 831 женщина к 1000 мужчин. Соотношение девочек и мальчиков 901 к 1000.

## Транспорт
Сеть пригородных электропоездов Мумбаи охватывает большую часть территории города. Наиболее важные железнодорожные станции Ваши, Нерул, Белапур и Панвел.
В районе Панвел строится Международный аэропорт Нави-Мумбаи. Строительство одобрено в 2007 году. Ближайший действующий аэропорт Чатрапати Шиваджи находится в 30 км от города.
В Нави-Мумбаи (в районе Уран) расположен один из крупнейших грузовых портов Индии — порт Джавахарлала Неру. На него приходится 65 % контейнерных перевозок Индии.